# 武藤麻美
武藤 麻美（むとう あさみ、1979年 - ）は、元NHK福岡放送局のキャスター

## 略歴・人物
福岡県久留米市出身。福岡女子大学人間環境学部生活環境学科卒業後、2003年アナウンサーとして熊本朝日放送に入社し、2年間勤務。2005年春に福岡へ戻り、九州朝日放送と契約。
2006年4月からは報道部に属し、7年近く夕方の九州沖縄エリアのニュースキャスターとして活動、2012年いっぱいで退局した。
2013年春にNHK福岡放送局へ移籍。
2019年3月末でNHK福岡放送局結婚で退局。

## 出演番組
熊本朝日放送
- KABニュースラウンド
- アナステ
- 花畑情報カフェ サタブラ

九州朝日放送
- アサデス。九州・山口（2005年4月〜2006年3月） - リポーター
- スーパーJチャンネル九州・沖縄（2006年4月〜2012年）
- KBCニュースピア（2006年4月〜2012年）

NHK福岡
- はっけんTV（2013年4月〜2019年3月）